# Joseph Franz Anton von Auersperg
Grof Josef Franz Anton von Auersperg, avstrijski kardinal, knezoškof Passaua, * 31. januar 1734, Dunaj; † 21. avgust 1795, Passau.

## Življenje
Rodil se je kot sin Heinricha kneza Auersperga, vojvode Münsterberga, Frankensteina in Šlezije in njegove žene Marije Franziske grofice von Trautson und Falkenstein. 
Na poziv salzburškega nadškofa grofa Schrattenbacha je bil postavljen leta 1763 na mesto Lavantskega škofa in prevzel župniji St. Mauritzen in Friesach. Leta 1773 je postal škof avstrijske krške škofije, kjer je salzburškemu arhitektu Johannu Georgu von Hagenauerju naročil naj mu zgradi grad Pöckstein, ki je postal škofijska rezidenca. Ob prvem obisku takratnega papeža po imenu Pij VI. je odpotoval v Ljubljano, kjer je preživel nekaj dni do papeževega prihoda na Dunaj, kamor ga je šel Joseph Franz pozdravit. 
Auersperg je izboljšal kulturno stanje mesta Passau v Nemčiji; dal je zgraditi gledališča, izobraževalne ustanove dal je obnoviti ceste, mostove itd. Tam si je za svojo letno rezidenco dal zgraditi še grad Freudenhain s parkom, ki je danes t. i. Gymnasium Auersperg (gimnazija Auersperg), kjer je v 61. letu starosti tudi umrl.